# Бритни Мэнсон
Ника Крауш (род. 2 июля 1995 года, Краснодар), более известная известная под псевдонимом Бритни Мэнсон — российская модель, певица и блогер эстонского происхождения. В 2023 году подписала контракт с Elite Model Management.

## Биография
Родилась 2 июля 1995 года в Краснодаре. В детстве часто подвергалась буллингу со стороны сверстников и учителей. В 15-16 лет совершила трансгендерный переход, став женщиной. Музыкальным идейным вдохновителем называла Билла Каулитца из Tokio Hotel. По словам Ники, она всегда видела себя в качестве модели, нарекая себя поклонником Наташи Поли и Андреа Пежич.
Её первое знакомство с миром моды произошло в 12 лет, когда она, увидев показ мод в торговом центре, самостоятельно прошла за кулисы и обратилась к модельному агенту с просьбой о сотрудничестве. Уже на следующей неделе юная Мэнсон дебютировала на подиуме.
В 2020 году на фоне пандемии получила первую известность благодаря TikTok, выкладывая модельные видеоролики.
В 2021 году под именем Ника Крауш участвовала в модельном конкурсе «Ты_топ-модель» на телеканале ТНТ, однако покинула проект в 6 сезоне.
в 2022 году на фоне начала войны эмигрировала из России, сначала перебравшись в Эстонию, а чуть позже в Берлин. 17 июля под псевдонимом Бритни Мэнсон выпустила свой дебютный макси-сингл, получивший название «Everyone» и включавший в себя два композиции («Everyone (i'm stuck)» и «Stepbrother»). В том же году обрела ещё большую известность, выкладывая в соцсетях прогулки в стиле высокой моды.
В 2023 году Бритни Мэнсон переехала из Германии в Польшу, в Варшаву. Где остаётся жить и по сей день.
11 августа 2023 года выпустила сингл «Fashion», композитором выступил Proovy. Работа получила широкие охваты, дебютировав на 41-м месте в Billboard чарте Hot Dance/Electronic Songs в США. По состоянию на март 2025 года, в Spotify трек прослушали более 218 миллионов раз. 25 августа исполнительница представила ремикс-макси-сингл с замедленной и ускоренной версиями песни.
31 января 2024 года Бритни, Asteria и Kets4eki выпустили сингл «BFM», что расшифровывается как «Britney Fuckin Manson».
15 марта 2024 года состоялся релиз сингла Бритни Мэнсон «American Dream». 19 апреля того же года певица представила свой дебютный видеоклип на эту композицию..
30 августа состоялся выход дебютного мини-альбома Hot Couture, в состав пластинки вошли 7 композиций, в том числе и прошлогодний «Fashion».

## Дискография

### Мини-альбомы
| Год  | Название    | Продюсер | Дата выхода |
| ---- | ----------- | -------- | ----------- |
| 2024 | Hot Couture | Proovy   | 30 августа  |

### Синглы
| Год  | Название                  | При участии       | Продюсер            | Альбом             |
| ---- | ------------------------- | ----------------- | ------------------- | ------------------ |
| 2022 | «Everyone» (макси-сингл)  | Соло              | Nikolay Stravinsky  | Внеальбомный сингл |
| 2022 | «Mode-L»                  | Соло              | Proovy              | Внеальбомный сингл |
| 2023 | «Fashion»                 | Соло              | Proovy              | Hot Couture        |
| 2023 | «Fcknstr»                 | 6arelyhuman       | Proovy              | Внеальбомный сингл |
| 2023 | «BFM»                     | Asteria, Kets4eki | Pixel Hood, Asteria | Внеальбомный сингл |
| 2024 | «American Dream»          | Соло              | Proovy              | Hot Couture        |
| 2024 | «I'm sorry my lovely boy» | Соло              | Fig Tape            | Hot Couture        |
| 2024 | «Philipp Plein»           | Соло              | Proovy              | Hot Couture        |